# Донелайтис, Кристионас
Кристионас Донела́йтис (лит. Kristijonas Donelaitis, нем. Christian Donaleitis, лат. Christian Donalitius; 1 января 1714, Лаздинелен — 18 февраля 1780, Толльмингкемен) — литовский поэт, зачинатель литовской художественной литературы. Представитель реалистического направления в европейской литературе XVIII века.

## Биография
Родился 1 января 1714 в небольшой, ныне исчезнувшей деревне Лаздинелен недалеко от местечка Гумбиннен (ныне Гусев), на территории современного Калининского сельского поселения Гусевского района Калининградской области, в семье свободных крестьян (не ходили на барщину, но за право пользования землёй платили денежный оброк). Около 1731 поступил в пятилетнюю латинскую школу в Кёнигсберге при кафедральном соборе. Окончив её в 1736], поступил в Кёнигсбергский университет, где изучал теологию. Посещал семинар литовского языка, которым руководил бывший учитель И. Канта Ф. Шульц. После окончания университета служил кантором (учителем музыки и руководителем церковного хора) в местечке Шталупеннен (ныне Нестеров; 1740—1742), затем ректором (заведующим школой). С 1743 до смерти служил пастором лютеранской церкви в деревне Толькминкен (ныне Чистые Пруды) неподалёку от Шталупеннен. В свободное время сочинял музыку и стихи на литовском и немецком языках, занимался изготовлением барометров, музыкальных инструментов, оптических приборов.

## Литературная деятельность
Первые литературные опыты Донелайтиса относят к периоду жизни в Сталупенай, когда он предположительно сочинил несколько басен на литовском языке (сохранилось шесть).
Донелайтис написал по крайней мере четыре стихотворения на немецком языке: «An der Amstrath Donalitius nach dem Verlust seiner Gattin» («Об Амстрате Доналитиусе после потери его жены»), «Ihr Schatten schneller Zeit» («Как быстро течёт время»), «Der Gott der Finsterniss» («Бог тьмы») и «Unschuld sei mein ganzes Leben» («Невинной будет вся моя жизнь»).
В 1765—1775 написал поэму гекзаметром «Времена года», в 2968 строках и в четырёх частях, о четырёх временах года. В ней в достоверных и пластичных картинах изображаются быт, природа и люди литовской деревни. В размышлениях о человеческих пороках и добродетелях Донелайтис сумел затронуть глубокие и вечные метафизические проблемы. Поэма относится к вершинным произведениям литовской литературы, а Донелайтис — к первым литовским писателям, получившим признание.

### «Времена года»
Поэма «Времена года» (лит. Metai) развивает традиции описательной поэзии XVIII века (например, сентименталистской поэмы «Времена года» Дж. Томсона).
При жизни Донелайтиса поэма напечатана не была. В 1818 году рукопись нашёл, подготовил к печати, дал название «Год» (Das Jahr in vier Gesängen; «Времена года») и напечатал в Кёнигсберге деятель литовской культуры Людвикас Реза (1776—1840). Первое полное издание произведений Донелайтиса предприняла Российская Академия наук в Санкт-Петербурге (1865). Это издание подготовил академик, известный лингвист, профессор Йенского университета Август Шлейхер. Другое издание с переводом на немецкий язык подготовил профессор Кёнигсбергского университета Ф. Нессельман (1869). После Второй мировой войны рукопись поэмы вместе с документами кёнигсбергского городского архива была найдена в развалинах Лохстенского замка, неподалёку от Кёнигсберга. Ныне она хранится в библиотеке Института литературы и фольклора (Вильнюс).
Иоганн Вольфганг Гёте сравнивал поэму Донелайтиса с шедеврами античной литературы. Адам Мицкевич в пояснениях к поэме «Гражина» отметил выразительность «Времён года» изображение в поэме подлинной картины литовских народных нравов. Поэмой интересовались польский поэт и историк Ю. И. Крашевский, польский лексикограф С. Линде, славист и санскритолог В. Маевский, чешский поэт, фольклорист и филолог Ф. Челаковский. Историк и писатель Симонас Даукантас сравнивал Донелайтиса с Гомером и Вергилием. Фрагменты из «Времён года» включались в школьные хрестоматии XIX века и переводились на польский и латышский языки. На русский язык поэма переведена Д. Бродским. «Времена года» переведены также на английский (Н. Растянис, 1967), белорусский (А. Зарицкий, 1961), венгерский (Д. Тандори, 1970), грузинский (Г. Абашидзе и Р. Маргиани, 1967), латышский (П. Калва, 1963), чешский (Г. Ехова, 1960), эсперанто и другие языки.
Поэма Донелайтиса внесена в список лучших литературных произведений Европы, который был составлен в 1977 году по инициативе ЮНЕСКО.

## Память
В посёлке Чистые Пруды с 1979 года действует музей Донелайтиса (филиал Калининградского областного историко-художественного музея), включающий дом пастора и построенную им кирху, в которой он захоронен.
Именем поэта назван проезд в Северо-Западном округе Москвы. Памяти классика литовской литературы посвящена почтовая марка СССР 1964 года. На марке воспроизведён портрет К. Донелайтиса.
В честь Донелайтиса 15 марта 2013 года назван кратер на Меркурии.

## Сочинения
- Das Jahr in vier Gesängen. Ein ländliches Epos aus dem Litauischen des Christian Doneleitis, genannt Donalitius, in gleichem Versmaass ins Deutsche übertragen von D. L. J. Rhesa. — Königsberg: Hartung, 1818.
- Litauische Dichtungen. Erste vollständige Ausgabe mit Glossar. Von A. Schleicher. — SPb, Kaiserliche Akademie der Wissenschaften, 1865.
- Litauische Dichtungen. Nach den Königsberger Handschriften mit metrischer Übersetzung, kritischen Anmerkungen und genauem Glossar hrsg. von G. H. F. Nesselmann. — Königsberg: Hübner und Matz, 1869.
- Raštai. — Vilnius, 1950.
- Kristijono Donelaičio rankraščiai. — Vilnius, 1955.

### Русские переводы
- Почтовая марка СССР, 1964 год. 250-летие со дня рождения Кристионаса ДонелайтисаВремена года. Перевод с литовского Д. Бродского. — Москва: Гослитиздат, 1946. — 112 с.
- Избранное. Поэма «Времена года» и басни. Перевод с литовского Д. Бродского. — Москва: Гослитиздат, 1951. — 112 с.
- Сочинения. Перевод с литовского Д. Бродского. — Вильнюс: Гослитиздат, 1951. — 160 с.
- Времена года. Перевод с литовского Д. Бродского. — Москва: Гослитиздат, 1955. — 108 с.
- Времена года. — Басни. Перевод с литовского Д. Бродского. — Ленинград: Советский писатель, 1960. — 232 с. (Библиотека поэта. Малая серия).
- Времена года. Перевод с литовского Д. Бродского. — Москва: Художественная литература, 1964. — 152 с.
- Времена года. Перевод с литовского Д. Бродского. — Вильнюс: Вага, 1984. — 109 стр.
- Времена года. Поэма. Басни. Перевод с литовского Д. Бродского. — Москва: Художественная литература, 1990. — 189 стр.
- Времена года. Поэма. Перевод с литовского Д. Бродского. — Калининград: Калининградский ПЕН-центр, 2005 г. — 214 стр.
- Времена. Поэма. Басни. Письма. Стихи. Перевод с литовского и немецкого С. Исаева (Сlandestinus). — Калининград: Русский ПЕН-центр, 2011. — 240 стр. (является юбилейным — 10-м переводом, и первым полным изданием всего литературного наследия К. Донелайтиса).
- Времена. Поэма. Басни. Письма. Стихи. Издание второе, исправленное и дополненное. Перевод с литовского и немецкого С. Исаева (Сlandestinus). — Калининград: Русский ПЕН-центр, 2012. — 248 стр.